# Parigi-Lussemburgo 1969
La Parigi-Lussemburgo 1969, settima edizione della corsa, si svolse dal 5 al 6 agosto su un percorso di 478 km ripartiti in due tappe. La vittoria fu appannaggio del belga Eddy Merckx, che si impose su Felice Gimondi e Roger De Vlaeminck.
Partecipavano quattordici squadre: Peugeot, Faema, Flandria, Molteni, Salvarani, Scic, Bic, Filotex, Mecier, Frimatic, Sonolor, Willem II, Mann-Grundig e Zimba-Mondia. Alla partenza erano presenti 93 ciclisti su 99 iscritti e terminarono la prova in 70. 
I nomi dei gareggianti erano di altissimo livello: oltre ai campioni che composero il podio presero parte alla corsa i francesi Jacques Anquetil
Roger Pingeon e Raymond Poulidor, i belgi Rik Van Looy, Herman Van Springel e Lucien Van Impe (al primo anno fra i professionisti), il tedesco Rolf Wolfshohl e una folta pattuglia di italiani, fra cui Dino Zandegù, Vittorio Adorni, Franco Bitossi, Michele Dancelli e Marino Basso.

## Tappe
| Tappa | Data     | Percorso             | km  | Vincitore di tappa | Leader classifica generale |
| ----- | -------- | -------------------- | --- | ------------------ | -------------------------- |
| 1ª    | 5 agosto | Parigi > Reims       | 228 | Felice Gimondi     | Felice Gimondi             |
| 2ª    | 6 agosto | Rethel > Lussemburgo | 250 | Eddy Merckx        | Eddy Merckx                |

## Dettagli delle tappe

### 1ª tappa
- 3 agosto: Parigi > Reims – 228 km

Risultati
| Pos. | Corridore       | Squadra   | Tempo    |
| ---- | --------------- | --------- | -------- |
| 1    | Felice Gimondi  | Salvarani | 5h30'58" |
| 2    | Dino Zandegù    | Salvarani | a 49"    |
| 3    | Jan van Katwijk | Pelforth  | a 54"    |

| Pos. | Corridore       | Squadra   | Tempo    |
| ---- | --------------- | --------- | -------- |
| 1    | Felice Gimondi  | Salvarani | 5h30'58" |
| 2    | Dino Zandegù    | Salvarani | a 49"    |
| 3    | Jan van Katwijk | Pelforth  | a 54"    |

### 2ª tappa
- 6 agosto: Rethel > Lussemburgo – 250 km

Risultati
| Pos. | Corridore        | Squadra   | Tempo    |
| ---- | ---------------- | --------- | -------- |
| 1    | Eddy Merckx      | Faema     | 6h53'13" |
| 2    | Guido Reybrouck  | S.Raphael | a 9"     |
| 3    | Jacques Anquetil | Bic       | a 19"    |

| Pos. | Corridore          | Squadra   | Tempo     |
| ---- | ------------------ | --------- | --------- |
| 1    | Eddy Merckx        | Faema     | 12h25'02" |
| 2    | Felice Gimondi     | Salvarani | a 24"     |
| 3    | Roger De Vlaeminck | Flandria  | a 1'18"   |

## Classifica generale
| Pos. | Corridore          | Squadra   | Tempo     |
| ---- | ------------------ | --------- | --------- |
| 1    | Eddy Merckx        | Faema     | 12h25'02" |
| 2    | Felice Gimondi     | Salvarani | a 24"     |
| 3    | Roger De Vlaeminck | Flandria  | a 1'18"   |
| 4    | Dino Zandegù       | Salvarani | a ?       |
| 5    | René Pijnen        | Willem II | a ?       |
| 6    | José Catieau       | Sonolor   | a ?       |
| 7    | Julien Stevens     | Faema     | a ?       |
| 8    | Michel Périn       | Mercier   | a ?       |
| 9    | Rik Van Looy       | Willem II | a ?       |
| 10   | Hubert Hutsebaut   | Flandria  | a ?       |